# قلعه اوساکا

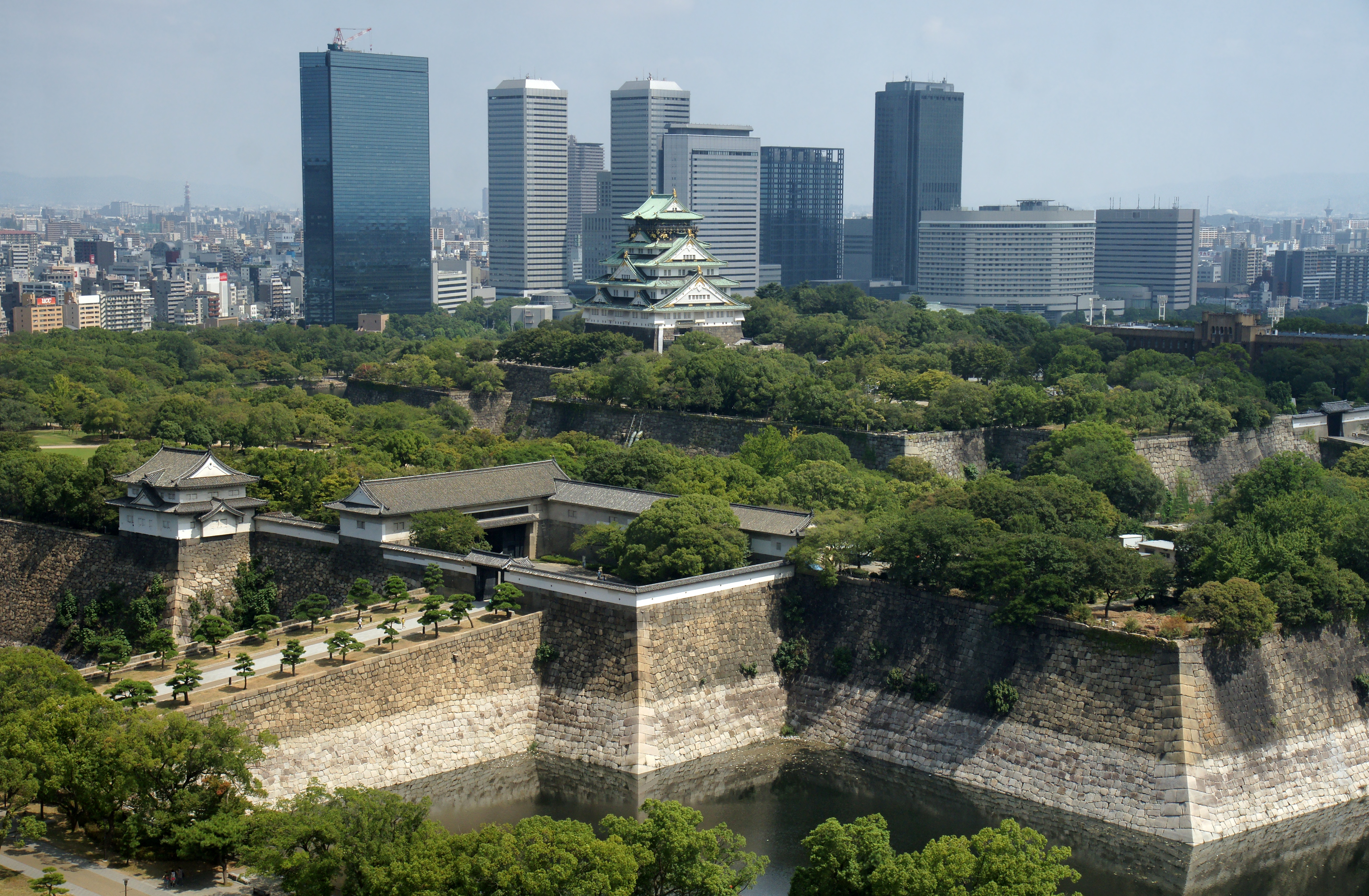
نمایی از قلعهٔ اوساکا، محوطهٔ باغ نیشی‌نومارو و دورنمای شهر اوساکا در ژاپن. این قلعه نقش مهمی در یک‌پارچگی ژاپن در دوره آزوچی–مومویاما ایفا نمود.

قلعه اوساکا (به ژاپنی: 大坂城 Ōsaka-jō) یکی از معروف‌ترین قلعه‌ها در کشور ژاپن است. این قلعه نقش مهمی در وحدت ژاپن در طول قرن شانزدهم و در دوره آزوچی-مومویاما ایفا کرده است.

## آتش‌سوزی در پایان دوره ادو
در ۹ ژانویه ۱۸۶۸، آتش‌سوزی در نزدیکی آشپزخانه قلعه اصلی اوساکا، جایی که توکوگاوا یوشینوبو پس از شکست در نبرد توبا-فوشیمی، اولین نبرد از جنگ بوشین از آن عقب‌نشینی کرده بود، رخ داد و منجر به فاجعه بزرگی شد که در آن کاخ اصلی قلعه و بیشتر ساختمان‌های دیگر درون قلعه سوختند. دیپلمات ارنست ساتو، که چند هفته بعد از قلعه بازدید کرد، نوشت: «ساختمان‌های باشکوه قلعه بدون هیچ اثری ناپدید شده‌اند» و از وضعیت فاجعه‌بار قلعه که به ویرانه تبدیل شده بود، ابراز تاسف کرد. آتش زدن قلعه اوساکا در طول محاصره تابستانی اوساکا، گذار از رژیم تویوتومی به دوران شوگون‌سالاری توکوگاوا را رقم زد. به‌طور مشابه، آتش زدن قلعه توکوگاوا اوساکا بدون صاحبش، رویدادی بود که نماد تغییر دوران از دوره ادو به دوره میجی بود.